# العلاقات البنمية الساموية
العلاقات البنمية الساموية هي العلاقات الثنائية التي تجمع بين بنما وساموا.

## مقارنة بين البلدين
هذه مقارنة عامة ومرجعية للدولتين:
| وجه المقارنة                                              | بنما                      | ساموا                        |
| --------------------------------------------------------- | ------------------------- | ---------------------------- |
| المساحة (كم2)                                             | 74.18 ألف                 | 2.84 ألف                     |
| عدد السكان (نسمة)                                         | 4.10 مليون                | 196.44 ألف                   |
| الكثافة السكانية (ن./كم²)                                 | 55.27                     | 69.17                        |
| العاصمة                                                   | بنما                      | أبيا                         |
| اللغة الرسمية                                             | اللغة الإسبانية           | لغة إنجليزية، اللغة الساموية |
| العملة                                                    | بالبوا بنمي، دولار أمريكي | تالا ساموي                   |
| الناتج المحلي الإجمالي (بليون دولار)                      | 61.84 مليار               | 856.63 مليون                 |
| الناتج المحلي الإجمالي (تعادل القوة الشرائية) بليون دولار | 87.37 مليار               | 1.15 مليار                   |
| الناتج المحلي الإجمالي الاسمي للفرد دولار أمريكي          | 13.27 ألف                 | 3.94 ألف                     |
| الناتج المحلي الإجمالي للفرد دولار أمريكي                 | 20.89 ألف                 | 5.79 ألف                     |
| مؤشر التنمية البشرية                                      | 0.780                     | 0.702                        |
| رمز المكالمات الدولي                                      | +507                      | +685                         |
| رمز الإنترنت                                              | .pa                       | .ws                          |
| المنطقة الزمنية                                           | 00                        | ت ع م+13:00                  |

## منظمات دولية مشتركة
يشترك البلدان في عضوية مجموعة من المنظمات الدولية، منها:
| علم المنظمة | اسم المنظمة                               | تاريخ انضمام بنما | تاريخ انضمام ساموا |
| ----------- | ----------------------------------------- | ----------------- | ------------------ |
|             | يونسكو                                    | 10 يناير 1950     | 3 أبريل 1981       |
|             | مؤسسة التمويل الدولية                     | 20 يوليو 1956     | 28 يونيو 1974      |
|             | المركز الدولي لتسوية المنازعات الاستشارية | 8 مايو 1996       | 25 مايو 1978       |
|             | منظمة حظر الأسلحة الكيميائية              | ?                 | ?                  |
|             | مؤسسة التنمية الدولية                     | 1 سبتمبر 1961     | 28 يونيو 1974      |
|             | منظمة التجارة العالمية                    | ?                 | ?                  |
|             | وكالة ضمان الاستثمار متعدد الأطراف        | 21 فبراير 1997    | 27 سبتمبر 2002     |
|             | الاتحاد البريدي العالمي                   | ?                 | ?                  |
|             | منظمة الشرطة الجنائية الدولية             | ?                 | ?                  |
|             | الأمم المتحدة                             | 13 نوفمبر 1945    | 15 ديسمبر 1976     |
|             | الاتحاد الدولي للاتصالات                  | 14 يوليو 1914     | 7 أكتوبر 1988      |
|             | البنك الدولي للإنشاء والتعمير             | 14 مارس 1946      | 28 يونيو 1974      |

## وصلات خارجية
- موقع وزارة الخارجية البنمية